# Zamana maxima
Zamana maxima är en fjärilsart som beskrevs av M.Gaede 1928. Zamana maxima ingår i släktet Zamana och familjen tandspinnare. Inga underarter finns listade i Catalogue of Life.